# .zw
.zw è il dominio di primo livello nazionale assegnato allo Zimbabwe.